# Heterabraxas
Heterabraxas är ett släkte av fjärilar. Heterabraxas ingår i familjen mätare.
Kladogram enligt Catalogue of Life:
| Heterabraxas | \| \| Heterabraxas fulvosparsa \| \| \| \| \| \| Heterabraxas pardaria \| \| \| \| \| \| Heterabraxas spontaneata \| \| \| \| |
|              | \| \| Heterabraxas fulvosparsa \| \| \| \| \| \| Heterabraxas pardaria \| \| \| \| \| \| Heterabraxas spontaneata \| \| \| \| |
|              | Heterabraxas fulvosparsa |
|              | |
|              | Heterabraxas pardaria |
|              | |
|              | Heterabraxas spontaneata |
|              | |